# Clusia rosea
Clusia rosea là một loài thực vật có hoa trong họ Bứa. Loài này được Jacq. mô tả khoa học đầu tiên năm 1760.

## Hình ảnh

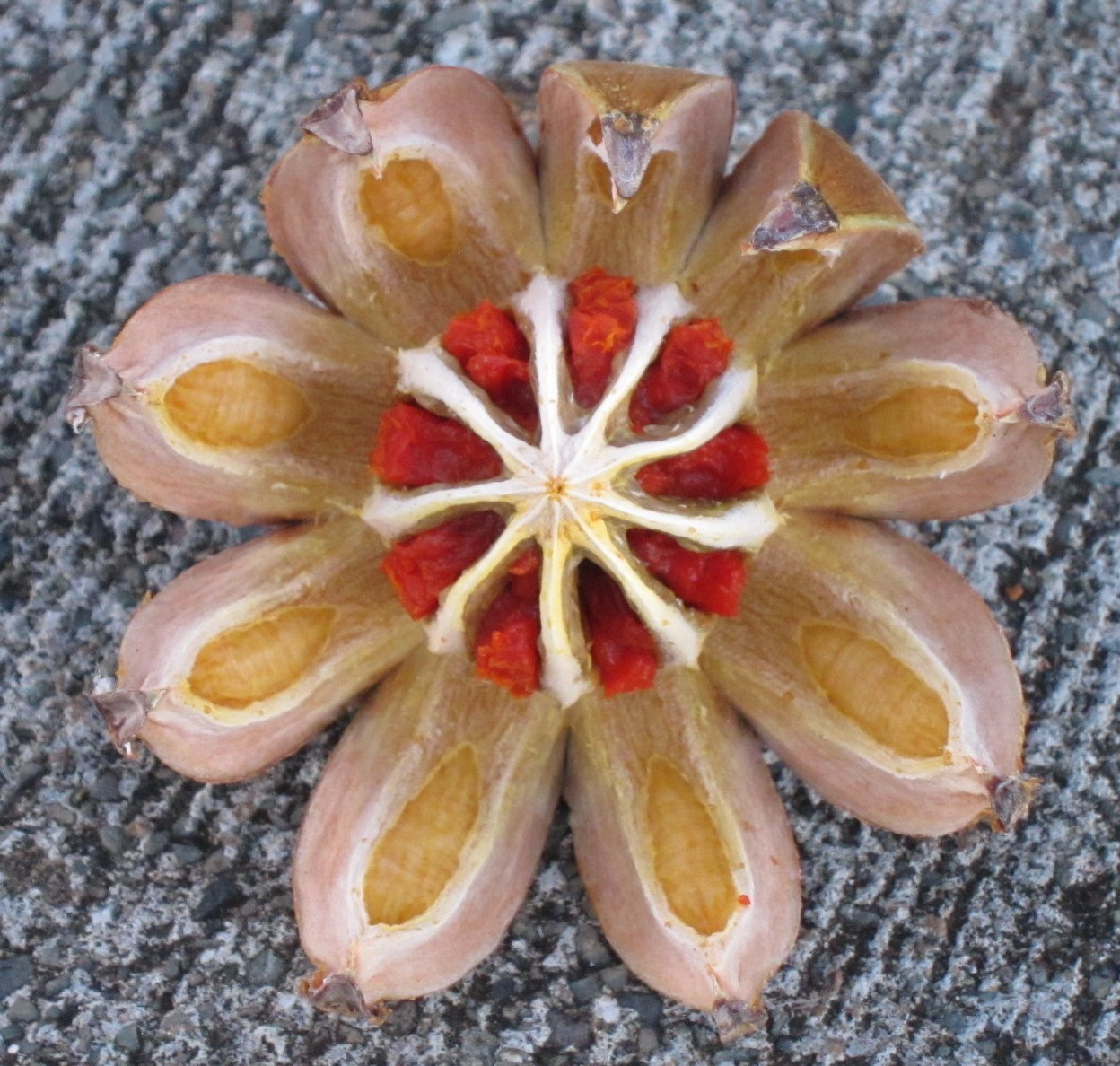
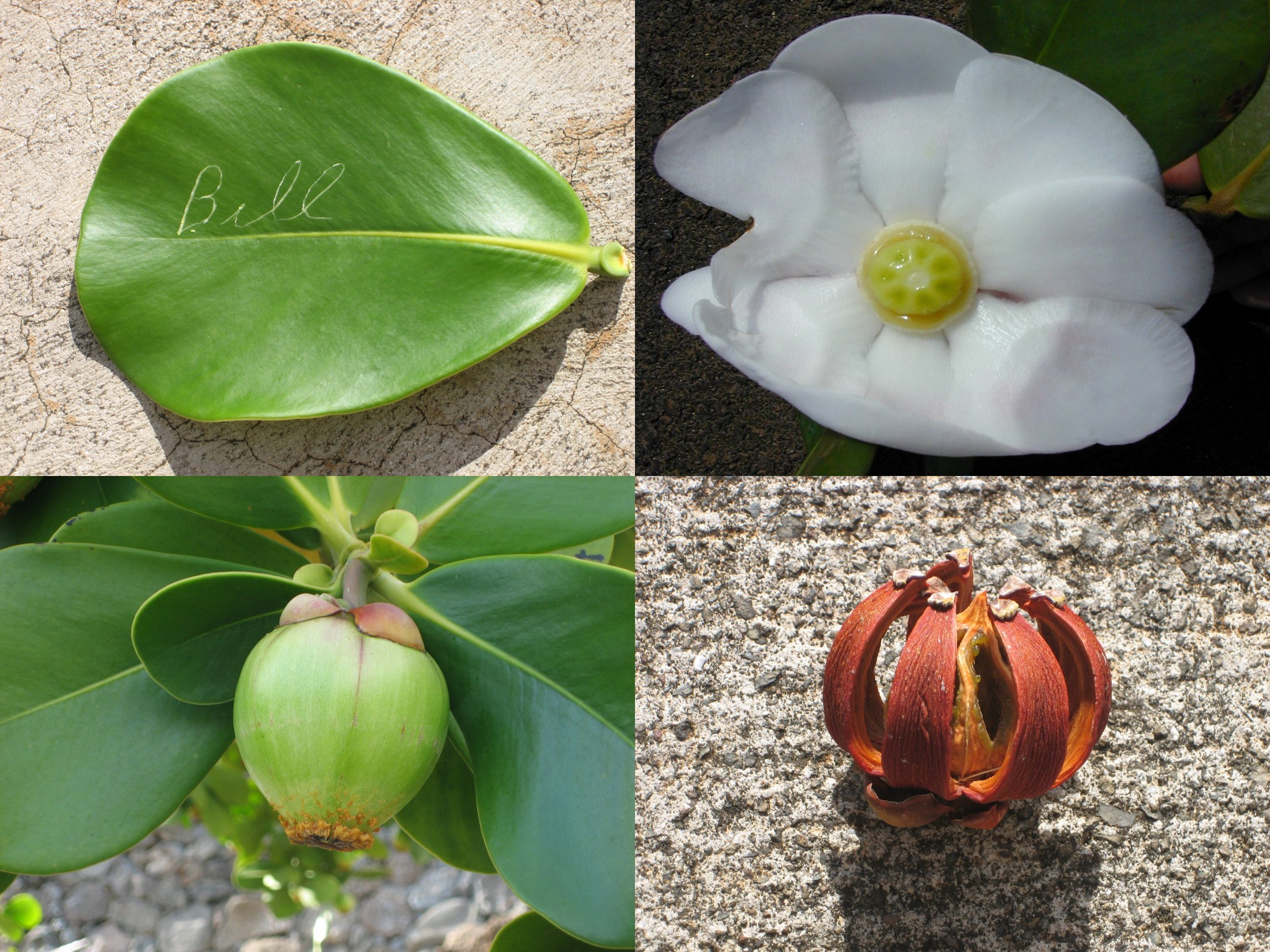
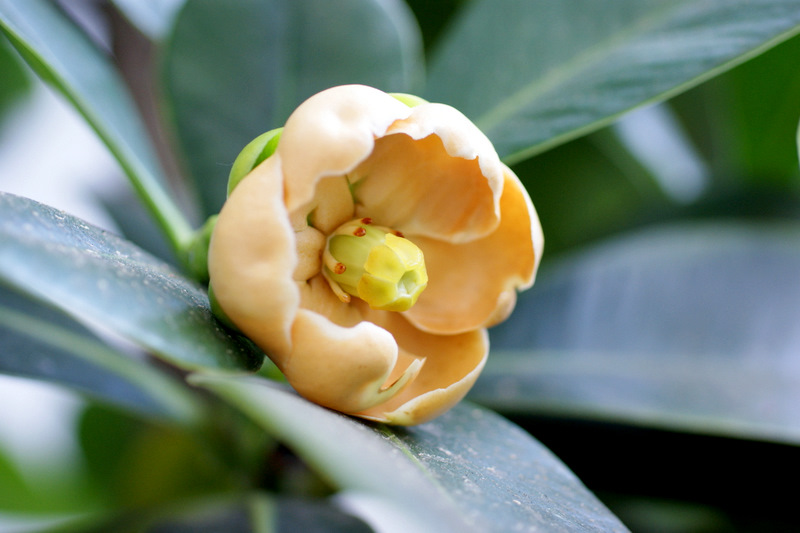
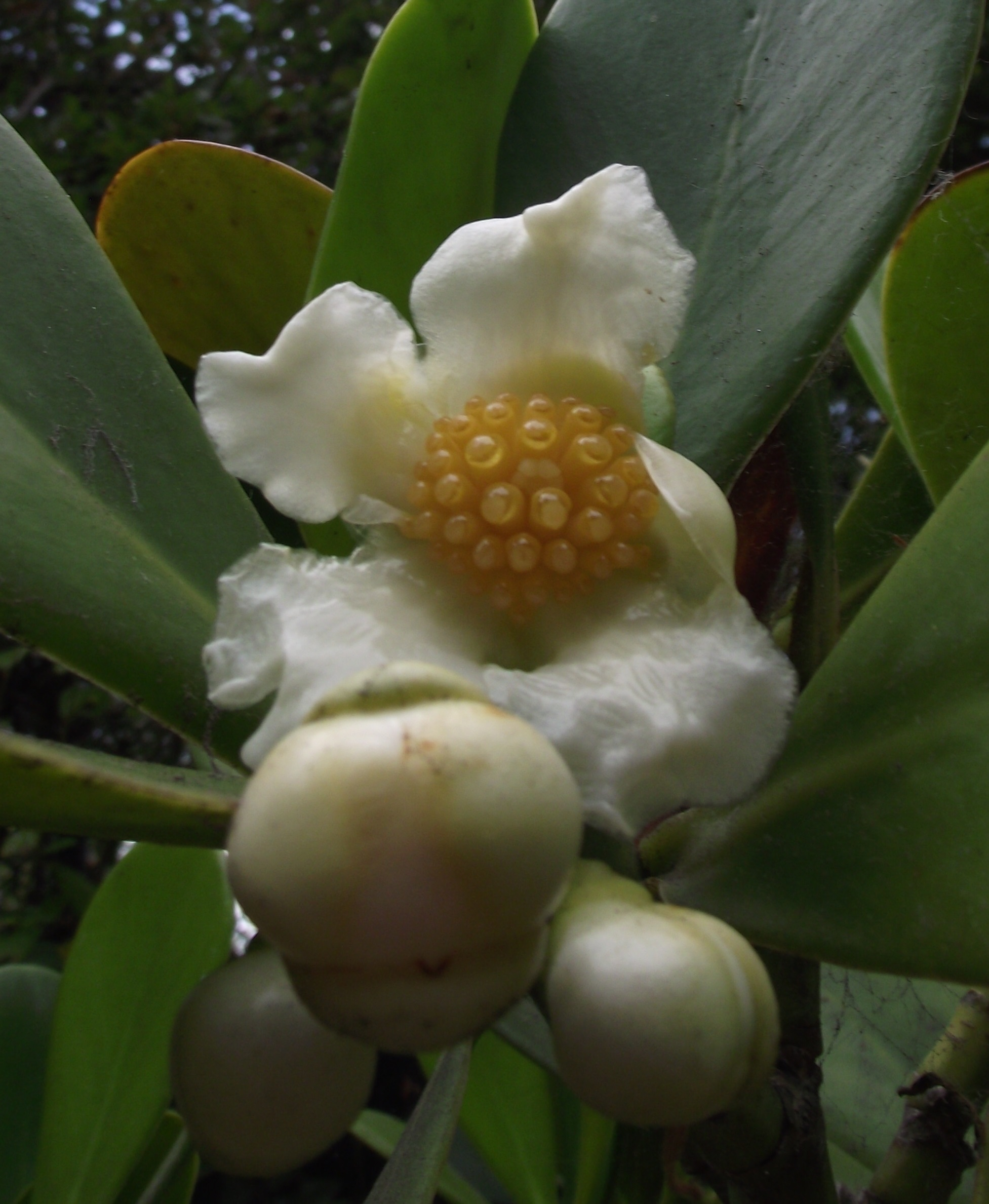